# باروانا (فلم 1971)
باروانا (بالهندية: परवाना) (بالإنجليزية: Parwana) هو فيلم إثارة نفسية هندي باللغة الهندية عام 1971 من إخراج جوتي سواروب. من النجوم أميتاب باتشان، نافين نيشول، يوجيتا بالي، أوم براكاش في الأدوار القيادية وشاتروجان سينها في ظهور خاص. في هذا الفيلم، يلعب باتشان أول دور سلبي له كعاشق مغرم يتحول إلى قاتل. 

## حبكة
كومار (أميتاب باتشان)، وهو فنان محترف، يحب آشا (يوجيتا بالي). تفوز آشا برحلة إلى أوتي في مسابقة للرقص، وتقع في حب مالك مزرعة الشاي الثري راجيشوار (نافين نيشول). عندما يكتشف كومار ذلك، يذهب إلى عم آشا، أشوك فيرما (أوم براكاش) ويطلب يد آشا للزواج. عندما يرفض، يخطط كومار لقتله. (تعتبر الطريقة التي يخطط بها كومار وينفذ بها جريمة القتل بمثابة تسلسل لامع وجذاب للغاية.) يصعد كومار ويخرج من وسائل النقل المختلفة لتجنب أي احتمالات للشك من خلال خلق ذريعة. وأخيرًا يقتل أشوك ويوقع براجيشوار على أمل الفوز بحب آشا. لكن آشا لا تزال تحب راجيشوار، وتؤمن ببراءته. إنها تتعهد بالبقاء مع كومار إلى الأبد، إذا تمكن من تبرئة راجيشوار من حكم الإعدام. يدرك كومار أن راجيشوار سيظل دائمًا حب آشا. يكتب اعترافه ويعطي تفاصيل تنفيذ خطة القتل الخاصة به، ويسلمها إلى راجيشوار ثم ينتحر.

## الممثلون
- أميتاب باتشان في دور كومار سين
- نافين نيشول في دور راجيشوار سينغ
- يوغيتا بالي في دور آشا باريك
- أوم براكاش في دور أشوك فيرما
- شاتروجان سينها في دور المدعي العام (ظهور خاص)
- لاكشمي تشايا في دور كاملا سينغ
- لاليتا باوار في دور ساريتا سينغ
- أسيت سين في دور السيد غوش
- رانجيتا ثاكور في دور السيدة غوش
- هيلين كراقصة كباريه

## موسيقى
نظرًا لأن المخرج جوتي سواروب كان له اقتران ناجح مع آر دي بورمان في فيلم بادوسان، فقد كان من المقرر في الأصل أن يقوم بورمان بتأليف موسيقى الفيلم. ولكن في وقت لاحق كانت له خلافات إبداعية مع المخرج، ومن ثم تم إشراك مادان موهان.الكلمات صاغها كايفي عزمي. قام معظم المطربين البارزين في الصناعة بإعارة أصواتهم للموسيقى التصويرية لهذا الفيلم، بما في ذلك كيشور كومار، ومحمد رفيع، وآشا بهوسل.
| أغنية                                                    | مغني                    |
| -------------------------------------------------------- | ----------------------- |
| "شاليه لادخاداكي"                                        | آشا بهوسل               |
| "بيا كي جالي لاج بهالي، روكو نا ساخي، جيا باس مين ناهين" | آشا بهوسل، برفين سلطانة |
| "جيس دين سي مين تومكو ديخا هاي"                          | آشا بهوسل، محمد رفيع    |
| "يا جميلة شهامك شالو، موخ سي باردا هاتا دي"              | آشا بهوسل، محمد رفيع    |
| "يون نا شارما، فيلا دي أبني جوري جوري باهين"             | كيشور كومار، محمد رفيع  |
| "سيمتي سي، شارماي سي"                                    | كيشور كومار             |

## وسائل الاعلام المنزلية
تم إصدار قرص DVD للفيلم بواسطة إنديا ويكلي تحت علامتها التجارية الخاصة. 

## روابط خارجية
- مقالات تستعمل روابط فنية بلا صلة مع ويكي بيانات